# Rundögontröst
Rundögontröst (Euphrasia arctica) är en snyltrotsväxtart. Rundögontröst ingår i släktet ögontröster, och familjen snyltrotsväxter.

## Underarter
Arten delas in i följande underarter:
- E. a. arctica
- E. a. minor